# Вхідний сигнал
Вхідни́й сигна́л (автоматика) — зумовлений (заздалегідь обумовлений) стан або зміна стану параметра, що відображає інформацію, яка міститься у впливі. Звичайно сигнал виражається певною математичною функцією, що однозначно відображає зміни у часі певного представницького параметра.
Сигнал розузгодження (Δ(y)) — у системах автоматичного регулювання — векторна різниця між заданим значенням параметра і поточним. Цей сигнал звичайно надходить на вхід регулювального пристрою.